# Оранжина
Оранжина (Orangina) — газированный напиток с цитрусовым вкусом и ароматом, изготовляемый с использованием апельсинового, лимонного и мандаринового соков, апельсиновой цедры и мякоти. Впервые этот напиток был представлен на торговой ярмарке во Франции, а продаваться начал во Французском Алжире алжирцем Леоном Бетоном (Léon Beton).

## История
Оранжина была впервые представлена под названием Наранджина (Naranjina) на Марсельской Торговой Ярмарке своим изобретателем, испанским химиком доктором Триго (Trigo), который изобрел её в 1933 году. Позднее на испанском рынке напиток назывался «TriNaranjus», а в данный момент под названием TriNa. Леон Бетон купил технологию изготовления и начал производить напиток в колониальном Алжире. После обретения Алжиром независимости в 1962 году производство было перенесено во Францию.
Компания, основанная Бетоном, присоединилась к группе компаний Pernod Ricard в 1984 году.
В 2000 Оранжина была приобретена компанией Cadbury Schweppes среди прочих дочерних компаний Pernod Ricard по производству газированных напитков. Дальнейшая попытка продажи компании Кока-Коле не удалась по причине отсутствия договоренности о цене.
В 2006 Cadbury Schweppes решила сконцентрироваться на производстве шоколада и начала поиски покупателей для имевшихся в собственности производств газированных напитков. Как производителя безалкогольных напитков номер три в мире, её не смогли купить ни The Coca-Cola Company, ни Pepsico, в результате чего компания была разделена.

### Северная Америка
В США и Канаде бренд был приобретен корпорацией Cadbury Schweppes. Изначально для североамериканского рынка Оранжина производилась в Канаде, но производство было перенесено в город Хайалиа в штате Флорида Соединённых Штатов Америки, на производственные мощности компании Mott's LLP, которая сейчас является частью Cadbury Schweppes.

### Остальной мир
Начиная с 2006 года частные инвестиционные компании Blackstone Group и Lion Capital LLP приобрели бренд за пределами Северной Америки в виде компании под названием Orangina Schweppes.
В ноябре 2009 владелец марки снова поменялся, им стал японский производитель напитков Suntory. В Великобритании напиток производится по лицензии компанией A.G. Barr plc из Глазго, наиболее известной по напитку Айрн-Брю.
Оранжина очень популярна в Европе и менее в Северной Америке. Оранжина также производится по лицензии во Вьетнаме компанией Foster's Group Limited и продается в гипермаркетах Carrefour на Тайване. Напиток также производится в Иране компанией Shemshad Noosh co. В России Оранжина производилась по лицензии Suntory Holdings.